# Sporting Clube Petróleos de Cabinda
Sporting Clube Petróleos de Cabinda, kurz Sporting Cabinda genannt, ist ein angolanischer Fußballverein aus Cabinda.
Der Klub empfängt seine Gäste im 9.000 Zuschauer fassenden Estádio do Tafe in Cabinda.
Der Verein gründete sich 1975 und ist als 31. Filialverein des portugiesischen Klubs Sporting Lissabon registriert.
Der Klub konnte bisher keine Titel gewinnen. Nach Abstiegen in den Jahren 2006, 2010 und 2012 und den folgenden Wiederaufstiegen aus der zweiten Liga, dem Gira Angola,  spielt der Verein seit seinem Wiederaufstieg 2013 erneut in der obersten Spielklasse Angolas, dem Girabola.